# Температура кипения
Температу́ра кипе́ния, то́чка кипе́ния — температура, при которой происходит кипение жидкости, находящейся под постоянным давлением. Температура кипения соответствует температуре насыщенного пара над плоской поверхностью кипящей жидкости, так как сама жидкость всегда несколько перегрета относительно температуры кипения.
Согласно уравнению Клапейрона — Клаузиуса с ростом давления температура кипения увеличивается, а с уменьшением давления температура кипения соответственно уменьшается:
{\displaystyle T_{boil}=\left({\frac {1}{T_{boil.atm}}}-{\frac {R\cdot \ln(P/P_{atm})}{\Delta H_{boil}\cdot M}}\right)^{-1}},
где {\displaystyle T_{boil.atm}} — температура кипения при атмосферном давлении, K,
{\displaystyle \Delta H_{boil}} — удельная теплота испарения, Дж/кг,
{\displaystyle M} — молярная масса, кг/моль,
{\displaystyle R} — универсальная газовая постоянная.
Предельными температурами кипения являются температура тройной точки и температура критической точки вещества. Так температура кипения воды будет изменяться на Земле в зависимости от высоты: от 100 °C на уровне моря до 69 °C на вершине Эвереста. А при ещё большем увеличении высоты возникнет точка, в которой будет уже невозможно получить жидкую воду: лёд и пар будут переходить непосредственно друг в друга минуя жидкую фазу. С другой стороны, при повышении температуры до 374 °C, а давления — до 22 МПа исчезает граница между газовой и жидкой фазой (подробнее см. сверхкритическая жидкость).
Температура кипения воды в зависимости от давления может быть достаточно точно вычислена по формуле:
{\displaystyle T_{boil}=179,47P^{0,2391}}, {\displaystyle (R^{2}=0,9983)},
где давление {\displaystyle P} берётся в МПа (в пределах от 0,1 МПа до 22 МПа).

## Постоянство температуры кипения
Температура кипения при атмосферном давлении приводится обычно как одна из основных физико-химических характеристик химически чистого вещества. Однако данные о температуре кипения сверхчистых веществ, в частности — таких органических жидкостей, как эфир и бензол, могут иметь существенные отличия от обычных табличных данных. Это связано с образованием ассоциатов, которые могут накапливаться в жидкости в отсутствие воды, как медиатора установления равновесного состояния. Так, сверхосушенный бензол может быть подвергнут фракционной перегонке в диапазоне 90—118 °C.

### Свойства элементов
Простым веществом с самой низкой точкой кипения является гелий (−268,928 °C). Самые высокие температуры кипения у рения (по разным источникам, 5597 °C или 5630 °C) и вольфрама (5555 °C или 5930 °C).